# Herbert Volck
Herbert Volck (* 4. April 1894 in Dorpat, Gouvernement Estland, Kaiserreich Russland; † 24. August 1944 im KZ Buchenwald) war ein deutscher Schriftsteller und Abenteurer.

## Leben
Volck war der Sohn des Rechtsanwalts und völkischen Aktivisten Dr. Adalbert Volck und Enkel des lutherischen Theologen Wilhelm Volck. 1905 zog die Familie nach antideutschen Ausschreitungen nach Blankenburg/Harz, wo Volck auch das Gymnasium besuchte. 1908 siedelte die Familie nach Weimar über. Nach kurzem Studium in Jena und dem Besuch einer französischen Schule in Genf kehrte Volck ins Baltikum zurück.
1913/14 erfolgte seine militärische Ausbildung als Einjährig-Freiwilliger beim Dragonerregiment 16 in Lüneburg. Im Ersten Weltkrieg zunächst bei der Infanterie unter anderem an der Marne eingesetzt, absolvierte Volck in Hannover eine Fliegerausbildung. Volck geriet nach einem Absturz bei Pinsk als Fliegerleutnant am 29. Oktober 1915 in russische Kriegsgefangenschaft in Sibirien. Nach mehreren Fluchtversuchen unter anderem in die Mongolei, gelang ihm 1916/17 auf abenteuerliche Weise die Flucht durch den Kaukasus. 1918 war er als Nachrichtenoffizier der Kaiserlich deutschen Delegation im Kaukasus zugeteilt.
Nach Kriegsende stellte Volck im Januar 1919 mit Unterstützung seines Vaters das Freikorps Lüneburg-Volck auf. Als Teil der Eisernen Division kämpfte dieses im Baltikum gegen sowjetische Truppen. Volck selbst wurde bei Mitau am Oberarm verwundet und kehrte danach nicht mehr zur Truppe zurück.
In den 1920er Jahren war er als Detektiv und Schriftsteller tätig und reiste 1922 als Vortragsredner in die USA, wo er gegen den Versailler Vertrag auftrat. 1923 hatte Volck erste Kontakte zur NSDAP. Seinen Lebensunterhalt bestritt er in den folgenden Jahren unter anderem als Vertreter, Verkäufer von Landmaschinen und Redakteur. Im Mai 1925 gründete Volck die Roy-Film Company m.b.H. (1925–1927) in Berlin. 1928/29 war er an den terroristischen Aktionen der Landvolkbewegung in Norddeutschland beteiligt, weshalb er 1930 zu sieben Jahren Zuchthaus verurteilt wurde. Nach 20 Monaten Haft und schwerer Erkrankung in der Haft wurde er am 21. März 1933 amnestiert.
Nach der Haft verfasste er weiterhin seine halb reportage-, halb romanhaften Bücher. Volck wohnte in den 1930er Jahren in Kolberg. Spätestens seit 1933 soll Volck enge Kontakte zu Göring gehabt haben und für die Gestapo tätig gewesen sein. Dadurch soll es zum Konflikt mit Heydrich gekommen sein, was im Sommer 1934 zur ersten Verhaftung von Volck führte. Danach war er jedoch weiterhin nachrichtendienstlich tätig. Mit Kriegsbeginn arbeitete er als Kriegsberichterstatter. 1942 wurden seine Bücher verboten. Volck wurde wegen Kritik an der Kriegsführung auf Betreiben der Parteikanzlei verhaftet. Er starb 1944 im KZ Buchenwald.

## Werke
- Die Wölfe. Mein sibirisch-kaukasisches Abenteuerbuch. (Ullstein-Kriegsbücher) Ullstein, Berlin 1918 (Neuausgabe 1936 als Die Wölfe. 33000 Kilometer Kriegsabenteuer in Asien).
- Reschett. Die Tragödie eines Starken.  Th. Weicher, Leipzig 1922.
- Rebellen um Ehre. Brunnen-Verlag Bischoff, Berlin 1931 (Reprint-Ausgabe 1996).
- Schwarze Gefahr, Kolberg 1932.
- Ich war der Koch des Negus. 3 Jahre am Kaiserhof v. Addis-Abeba. Hallwag-Verlag, Stuttgart 1936 (mit Erwin Faller).
- Soldat in Afrika. 1936
- Öl und Mohammed. ‚Der Offizier Hindenburgs’ im Kaukasus. Breslau 1938
- Der Traum vom Tode. Das phantastische Leben des berühmten deutschen Weltreporters Roland Strunk. 1938
- Odyssee für Deutschland. Ein Kampf in drei Erdteilen. Breslau 1939 (Neuausgabe 1941 als Mein Leben für Deutschland)
- Schwarze Fahnen und Die Freikorps als Keimzellen der nationalen Revolution erschienen im Standardwerk Revolutionen der Weltgeschichte.